# NGC 4484
NGC 4484 (również PGC 41087) – galaktyka spiralna (Sc), znajdująca się w gwiazdozbiorze Panny. Odkrył ją John Herschel 9 marca 1828 roku.